# Melitaea sassanides
Melitaea sassanides är en fjärilsart som beskrevs av Higgins 1935. Melitaea sassanides ingår i släktet Melitaea och familjen praktfjärilar. Inga underarter finns listade i Catalogue of Life.